# Tayla Vlaeminck
Tayla Jade Vlaeminck (* 27. Oktober 1998 in Bendigo, Australien) ist eine australische Cricketspielerin die seit 2018 für die australische Nationalmannschaft spielt.

## Kindheit und Ausbildung
In ihrer Jugend spielte sie neben Cricket sie auch Fußball. Jedoch riss sie sich zwei Mal ihr Kreuzband, womit sie jeweils zurückgeworfen wurde. Sie spielte dann in der U19-Cricket-Nationalmannschaft.

## Aktive Karriere
Vlaeminck spielte erstmals in der Women’s National Cricket League 2017/18 für Victoria. Ihr WODI-Debüt für die Nationalmannschaft gab sie im Oktober 2018 gegen Pakistan in Malaysia. Daraufhin wurde sie für den ICC Women’s World Twenty20 2018 nominiert, wo sie ihr WTwenty20-Debüt bei ihrem einzigen Einsatz gegen Indien. Kurz darauf erlitt sie eine Verletzung und musste mehrere Wochen aussetzen. Im Juli wurde sie nach der Verletzung von Sophie Molineux für die Tour in England nominiert und absolvierte dort ihr WTest-Debüt. Zum Jahresende hatte sie erneut Probleme mit ihrem Kreuzband, konnte sich jedoch schnell wieder erholen. Bei einem heimischen Drei-Nationen-Turnier gelangen ihr gegen Indien 3 Wickets für 13 Runs. So wurde sie für den ICC Women’s T20 World Cup 2020 nominiert, kam dort jedoch nach einer Fußverletzung nicht zum Einsatz. Es dauerte ein Jahr, bis sie wieder zurück ins Nationalteam kam. Im Januar 2022 verletzte sie sich erneut mit einer Stressfraktur im Fuß und verpasste so den Women’s Cricket World Cup 2022. Noch in der Wiederaufbauphase erlitt sie im Juli 2023 eine Schulterverletzung und musste operiert werden. Im März 2024 kam sie ins Team zurück und erzielte in Bangladesch 3 Wickets für 12 Runs in den WTwenty20s, wofür sie als Spielerin des Spiels ausgezeichnet wurde. Daraufhin wurde sie für den ICC Women’s T20 World Cup 2024 nominiert.